# SINGLES -FLIGHT RECORDER II-
『SINGLES -FLIGHT RECORDER II-』（シングルス・フライト・レコーダー・ツー）は、日本のロックバンドであるLINDBERGの2枚目のベスト・アルバム。
1995年1月18日発売。発売元は徳間ジャパンのPUBLIC IMAGE RECORDSレーベル。

## 解説
『FLIGHT RECORDER 1989-1992 -little wing-』に続くFLIGHT RECORDERシリーズ第2弾としてリリース。
デビュー・シングル『ROUTE 246』から20thシングル『清く正しく行こう』までを、カップリング含めて年代順に収録された3枚組で、10万枚完全限定盤。
アルバム『LINDBERG IV』までの音源は、ほとんどのベスト盤で『FLIGHT RECORDER 1989-1992 -little wing-』の再録バージョンで収録されることが多いが、本作はオリジナル・バージョンで収録。ライブ音源や「CASH CARD」、「千年たっても」など、アルバム初収録になった音源も多い。
10万枚完全限定盤のため、オリコンでは初登場1位を獲得しながらも、100位以内のランクインは2週間のみ。
現時点でLINDBERGにとって、最後のオリコン1位獲得作品である。

## 収録曲

### DISC 1
1. ROUTE 246
  - 作詞: 朝野深雪　作曲: 森重樹一　編曲: 井上龍仁

1stシングル。
2. BLUE AFTER BLUE
  - 作詞: 朝野深雪　作曲: 井上龍仁　編曲: 下山淳

1stシングルC/W。
3. 今すぐKiss Me
  - 作詞: 朝野深雪　作曲: 平川達也　編曲: LINDBERG/井上龍仁

2ndシングル。
4. STEP IN NOW
  - 作詞: 朝野深雪　作曲・編曲: 井上龍仁

2ndシングルC/W。
5. JUMP
  - 作詞: 西脇淳子　作曲・編曲: 佐藤宣彦

3rdシングル。
6. Get The Emotion
  - 作詞・作曲: 井上龍仁　編曲: LINDBERG/佐藤宣彦

3rdシングルC/W。
7. Dream On 抱きしめて
  - 作詞: 朝野深雪　作曲: 川添智久　編曲: LINDBERG/井上龍仁

4thシングル。
8. 10セントの小宇宙（ゆめ） -LIVE VERSION-
  - 作詞: 西脇淳子　作曲: 平川達也　編曲: LINDBERG/佐藤宣彦

4thシングルC/W。
9. ROUGH DIAMOND
  - 作詞: 渡瀬マキ　作曲: 川添智久　編曲: LINDBERG/井上龍仁

5thシングル。
10. MINE -LIVE VERSION-
  - 作詞: 渡瀬マキ　作曲: 平川達也　編曲: 下山淳

5thシングルC/W。
11. OH! ANGEL
  - 作詞: 朝野深雪　作曲: 平川達也　編曲: LINDBERG/井上龍仁

6thシングル。
12. NOBODY KNOWS
  - 作詞: 渡瀬マキ　作曲: 川添智久　編曲: LINDBERG/井上龍仁

6thシングルC/W。
13. GLORY DAYS
  - 作詞: 渡瀬マキ　作曲: 平川達也　編曲: LINDBERG/須貝幸生/神長弘一/佐藤達也/井上龍仁

7thシングル。
14. SUNSET BLUE
  - 作詞: 渡瀬マキ　作曲: 川添智久　編曲: LINDBERG/須貝幸生/神長弘一/佐藤達也/井上龍仁

7thシングルC/W。

### DISC 2
1. BELIEVE IN LOVE
  - 作詞: 渡瀬マキ　作曲: 川添智久　編曲: LINDBERG/須貝幸生/神長弘一/佐藤達也/井上龍仁

8thシングル。
2. HAPPY BIRTHDAY
  - 作詞: 渡瀬マキ　作曲: 小柳昌法　編曲: LINDBERG/須貝幸生/神長弘一/佐藤達也/井上龍仁

8thシングルC/W。
3. I MISS YOU
  - 作詞: 渡瀬マキ　作曲: 平川達也　編曲: LINDBERG/井上龍仁

9thシングル。
4. CASH CARD
  - 作詞: 渡瀬マキ　作曲: 川添智久　編曲: LINDBERG/佐藤宣彦

9thシングルC/W。
5. 恋をしようよ Yeah! Yeah!
  - 作詞: 渡瀬マキ　作曲: 川添智久　編曲: LINDBERG/井上龍仁

10thシングル。
6. Dream Factory -LIVE VERSION-
  - 作詞: 渡瀬マキ　作曲: 小柳昌法　編曲: LINDBERG/佐藤宣彦

10thシングルC/W。
7. さよならBeautiful Days
  - 作詞: 渡瀬マキ　作曲: 小柳昌法　編曲: LINDBERG/井上龍仁

11thシングル。
8. 千年たっても
  - 作詞: 渡瀬マキ　作曲: 川添智久　編曲: LINDBERG/井上龍仁

11thシングルC/W。
9. Magical Dreamer -SINGLE VERSION-
  - 作詞: 渡瀬マキ　作曲: 平川達也　編曲: LINDBERG/井上龍仁

12thシングル。
10. この空にちかって
  - 作詞: 渡瀬マキ　作曲: 小柳昌法　編曲: LINDBERG/井上龍仁

12thシングルC/W。
11. 胸さわぎのAfter School
  - 作詞: 渡瀬マキ　作曲: 平川達也　編曲: LINDBERG/井上龍仁

13thシングル。
12. Be My Valentine -SINGLE VERSION-
  - 作詞: 渡瀬マキ　作曲: 小柳昌法　編曲: LINDBERG/井上龍仁

13thシングルC/W。

### DISC 3
1. 会いたくて -Lover Soul-
  - 作詞: 渡瀬マキ　作曲: 川添智久　編曲: LINDBERG/須貝幸生/神長弘一/井上龍仁

14thシングル。
2. 想い出のWater Moon
  - 作詞: 渡瀬マキ　作曲: 小柳昌法　編曲: LINDBERG/須貝幸生/神長弘一

15thシングル。
3. 君に吹く風
  - 作詞: 渡瀬マキ　作曲: 平川達也　編曲: LINDBERG/須貝幸生/神長弘一

15thシングル。
4. だってそうじゃない!? -SINGLE VERSION-
  - 作詞: 渡瀬マキ　作曲: 川添智久　編曲: LINDBERG/須貝幸生/神長弘一/井上龍仁

16thシングル。
5. 大キライ!
  - 作詞: 渡瀬マキ　作曲: 川添智久　編曲: LINDBERG/須貝幸生/神長弘一

17thシングル。
6. 二人きりで行こうよ
  - 作詞: 渡瀬マキ　作曲: 小柳昌法　編曲: LINDBERG/須貝幸生/神長弘一

17thシングルC/W。
7. 夢であえたら -Do you love me?- [X'mas Special Remix]
  - 作詞: 渡瀬マキ　作曲: 平川達也　編曲: LINDBERG/須貝幸生/神長弘一

18thシングル。
8. とびきりの夜 -Holy Night is Lonely Night- [X'mas Special Remix]
  - 作詞: 渡瀬マキ　作曲: 小柳昌法　編曲: LINDBERG/須貝幸生/神長弘一

18thシングルC/W。
9. GAMBAらなくちゃね
  - 作詞: 渡瀬マキ　作曲: 小柳昌法　編曲: LINDBERG/須貝幸生/神長弘一

19thシングル。
10. 忘れないで -NEW VERSION-
  - 作詞: 渡瀬マキ　作曲: 平川達也　編曲: LINDBERG/須貝幸生/神長弘一

19thシングルC/W。
11. 清く正しく行こう
  - 作詞: 渡瀬マキ　作曲: 川添智久　編曲: 須貝幸生/神長弘一/LINDBERG

20thシングル。
12. Cute or Beauty
  - 作詞: 渡瀬マキ　作曲: 川添智久　編曲: 須貝幸生/神長弘一/LINDBERG

20thシングルC/W。